# Desiet Kidane
Pour les articles homonymes, voir Kidane.
Desiet Kidane Tekeste, née le 10 octobre 2000 et morte le 8 novembre 2021 à Asmara, est une coureuse cycliste érythréenne. Elle est notamment médaillée de bronze du contre-la-montre des Championnats d'Afrique de cyclisme sur route en 2019. Elle a couru avec l'équipe du Centre mondial du cyclisme entre 2018-2021.
Elle participe aux Jeux olympiques de la jeunesse de 2018 à Buenos Aires.
Elle meurt le 8 novembre 2021 à l'âge de 21 ans, percutée par une voiture lors d'un accident de la circulation survenu pendant son entraînement à Asmara, capitale et plus grande ville de l'Érythrée.

## Palmarès
- 2018
  -  Championne d'Afrique sur route juniors
  -  Championne d'Afrique de contre-la-montre juniors
  - 2e du Martigny-Mauvoisin
- 2019
  -  Championne d'Afrique sur route espoirs
  -  Championne d'Érythrée du contre-la-montre
  -  Médaillée d'argent du championnat d'Afrique du contre-la-montre par équipes
  -  Médaillée d'argent du championnat d'Afrique du contre-la-montre espoirs
  -  Médaillée d'argent du contre-la-montre par équipes aux Jeux africains
  - 2e du championnat d'Érythrée sur route
  -  Médaillée de bronze du championnat d'Afrique du contre-la-montre